# Muzeum Historii Polskiego Ruchu Ludowego

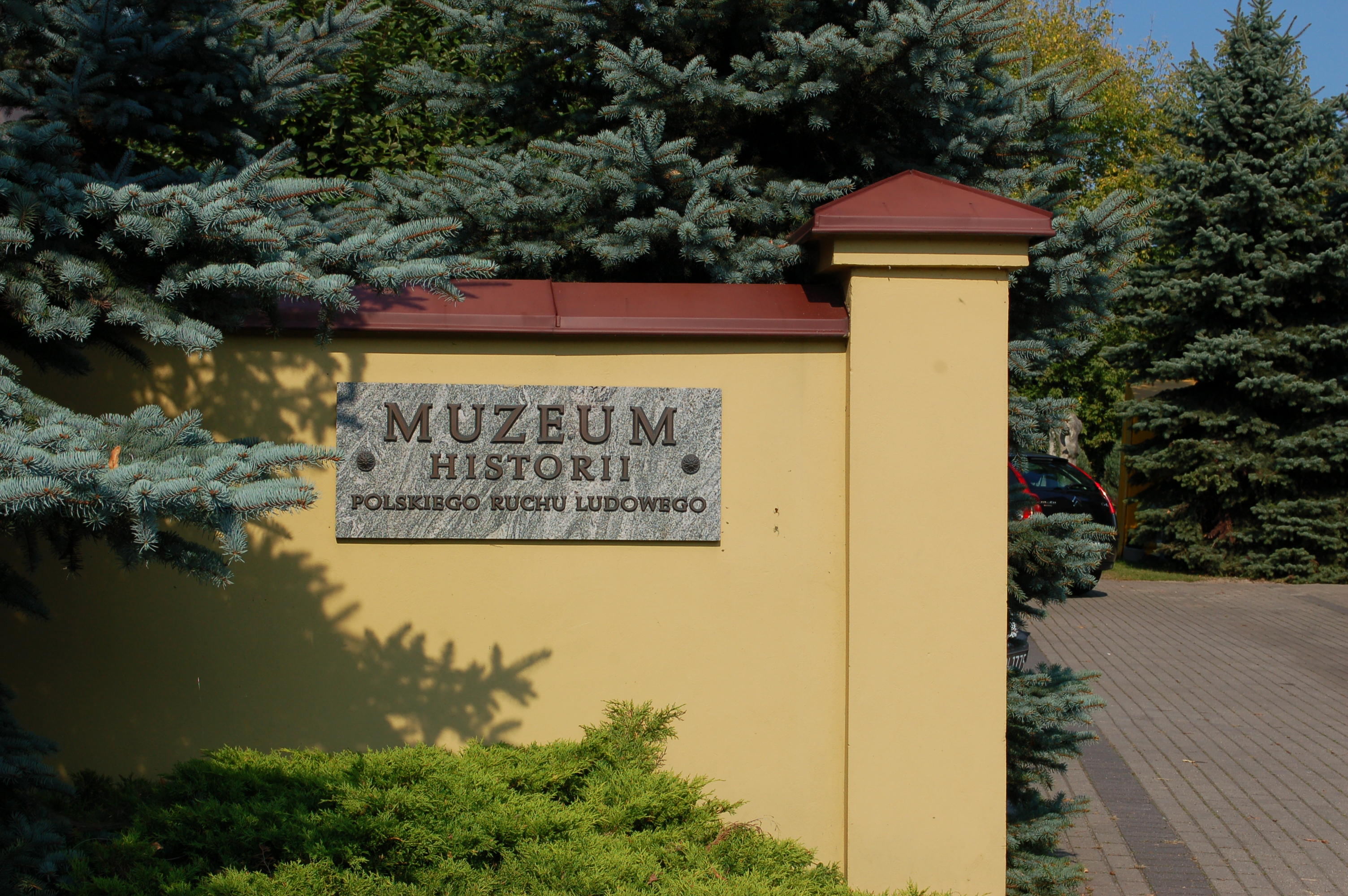
Eingang zum Hof der Żółta Karczma

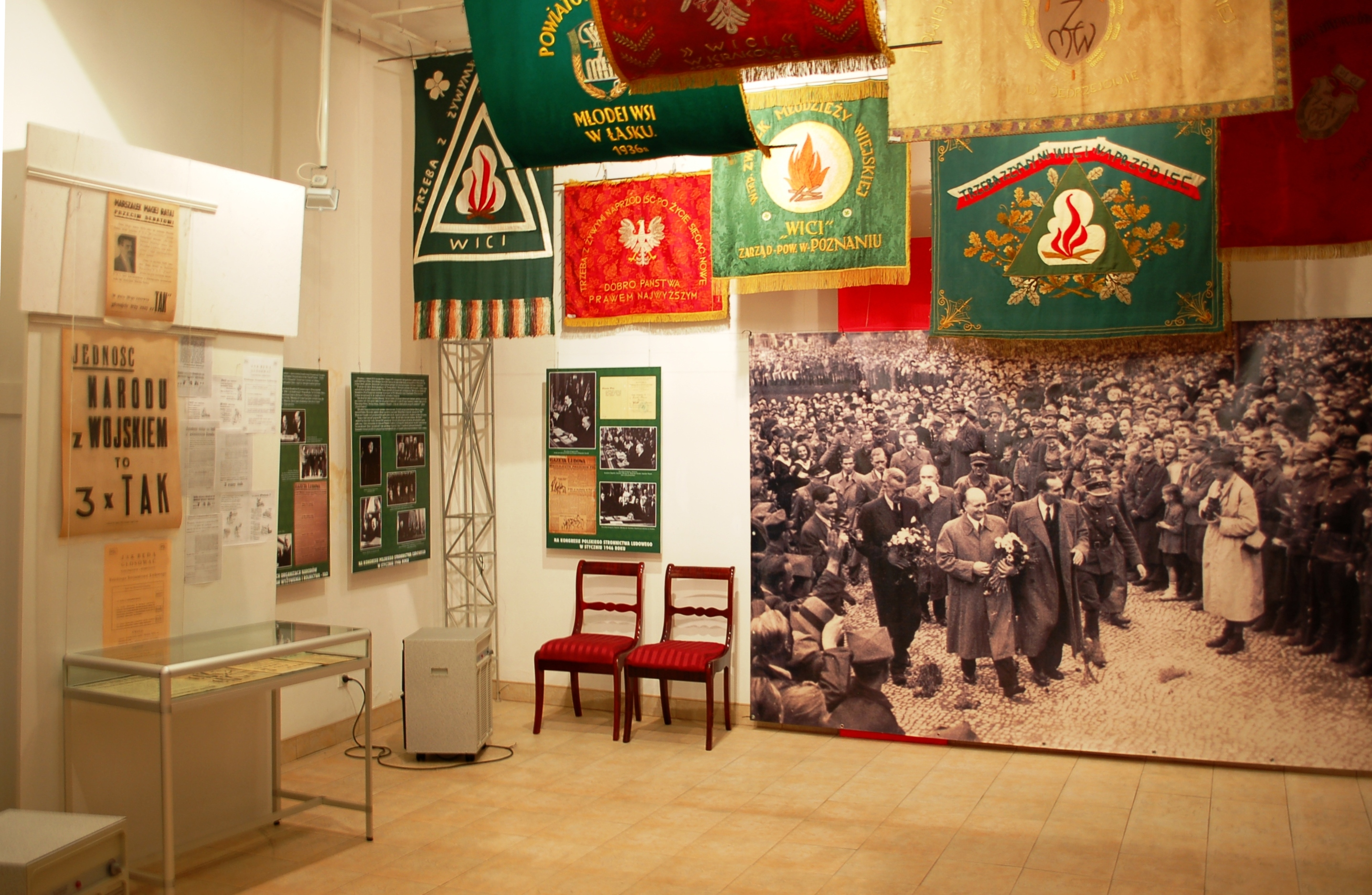
Ausstellung in den Kellerräumen des Museums

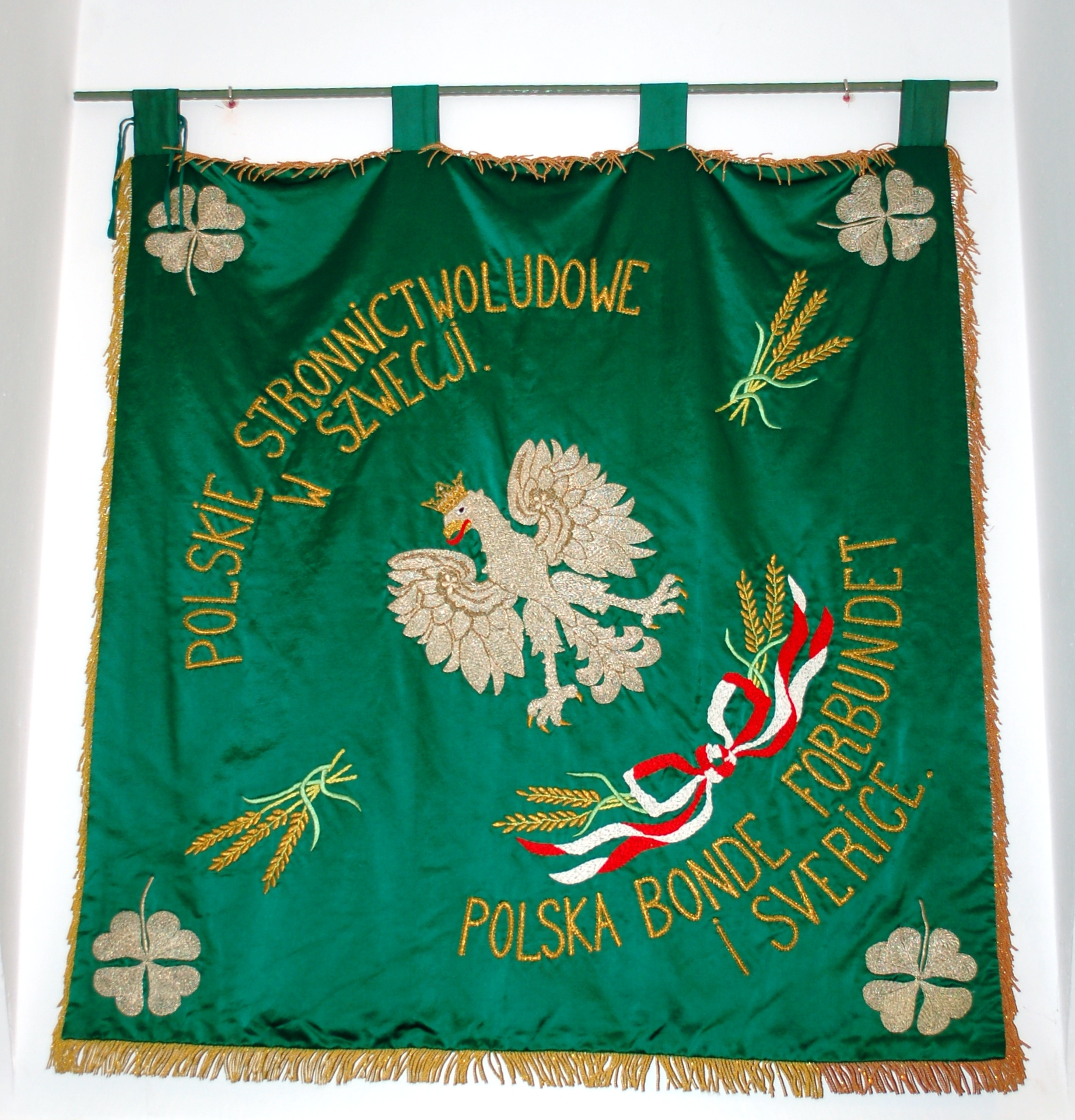
Fahnenexponat der PSL in Schweden

Das Muzeum Historii Polskiego Ruchu Ludowego (deutsch: Museum der Geschichte der polnischen Bauernbewegung) befindet sich mit seinem Hauptsitz in dem historischen Gasthausgebäude Żółta Karczma im Warschauer Stadtteil Mokotów. Es widmet sich der rund 350-jährigen Geschichte der ländlich-bäuerlichen politischen Bewegung in Polen.

## Geschichte
Das Museum befindet sich an der Aleja Wilanowska (Nr. 204). Es wurde am 8. März 1984 durch das polnische Ministerium für Kultur und Kunst (polnisch: Ministerstwa Kultury i Sztuki) gegründet. Das Museum ist eine wissenschaftlich-forschende und pädagogische Einrichtung, die der Sammlung, dem Erhalt sowie der Ausstellung und Weitergabe von Dokumenten und Exponaten der bäuerlichen politischen Bewegung Polens verpflichtet ist. Der Bestand der seit Gründung zusammengestellten Sammlung beläuft sich auf rund 45.000 Gegenstände. Der größte Teil dieser Sammlung stammt von in- und ausländischen Spendern. Das Museum unterhält keine ständige Ausstellung, sondern wechselt mehrmals im Jahr den Schwerpunkt der gezeigten Exponate.
Das Jahrbuch Rocznik Historyczny Muzeum Historii Polskiego Ruchu Ludowego wird seit Museumsgründung herausgegeben. Das Redaktionskollegium besteht aus dem Leiter des Museums, Janusz Gmitruk, den Professoren Stanisław Dąbrowski und Kazimierz Przybysz sowie den wissenschaftlichen Mitarbeitern Jerzy Mazurek und Arkadiusz Indraszczyk. Das Museum hat außerdem bis zum Jahr 2010 rund 130 Bücher und 20 Ausstellungskataloge veröffentlicht.

## Sammlungen
Forschungs- und Sammlungsschwerpunkte der Einrichtung sind:
- der Unabhängigkeitskampf Polens im achtzehnten und neunzehnten Jahrhundert – besonders die Aufstände von 1794 (Kościuszko-Aufstand) und 1863 (Januaraufstand) betreffend
- der Unabhängigkeitskampf Polens im zwanzigsten Jahrhundert – die Zeiträume 1914 bis 1921 und 1939 bis 1945 betreffend
- Andenken an und persönliche Gegenstände von Aktivisten der Bauernbewegung, wie von Izydor Mermon, Stefan Pawłowski, Stanisław Osiecki, Tadeusz Chciuk-Celt und Stanisław Mikołajczyk. Erhalten ist auch die Korrespondenz von Wincenty Witos aus den Jahren 1923 bis 1924
- Sammlung von rund 230 Fahnen politischer Parteien und anderer polnischer Massenorganisationen, die in Polen und im Ausland aktiv waren
- Dokumentation der Aktivitäten der Polnischen Bauernpartei PSL im Exil
- Malerei und Bildhauerei, die das bäuerliche Leben thematisiert, auch Landschaftsmalerei: Vladimir Tetmajer, Antoni Piotrowski, Karol Popiel, Stanisław Baja, Maciej Milewski, Jan Ślusarczy, Józef Opal, Wincenty Wodzinowski, Henryk Szczygliński, Iwan Trusz, Józef Rapacki, Stanisław Czajkowski, Teodor Axentowicz sowie Stanisław Prauss
- Sammlung von Wandteppichen und Webkunst
- Dokumentation die Aktivitäten bäuerlicher Parteien und Organisationen
- Sammlung von Plakaten, Zeitungen und Flugblätter (auch der jeweiligen Besatzungsmächte)

## Außenstellen
Das Museum unterhält je eine Außenstelle in Piaseczno (gegründet im Jahr 1966, Adresse: Piaseczno k/Gniewa) und Sandomierz (gegründet am 1. Mai 1985, Adresse: Ulica Rynek 9). Zum Eigentum des Museums gehört auch der Blank-Palast in Warschau, der allerdings nicht selbst genutzt, sondern vermietet wird.